# Хроника Холодной войны (1952 год)
Хронология Холодной войны
- 1943
- 1944
- 1945
- 1946
- 1947
- 1948
- 1949
- 1950
- 1951
- 1952
- 1953
- 1954
- 1955
- 1956
- 1957
- 1958
- 1959
- 1960
- 1961
- 1962
- 1963
- 1964
- 1965
- 1966
- 1967
- 1968
- 1969
- 1970
- 1971
- 1972
- 1973
- 1974
- 1975
- 1976
- 1977
- 1978
- 1979
- 1980
- 1981
- 1982
- 1983
- 1984
- 1985
- 1986
- 1987
- 1988
- 1989
- 1990
- 1991

- 18 февраля: Греция и Турция присоединяются к НАТО.
- 28 апреля: Сан-Францисский договор, подписанный Японией 8 сентября 1951 года, вступает в силу, и Япония подписывает Тайбэйский договор, формально заканчивая период оккупации и изоляции и становясь суверенным государством.
- Июнь: Стратегическое авиационное командование начинает развёртывание ядерных бомбардировщиков большой дальности «Конвэр» B-36 и B-47 «Стратоджет» по программе трёхнедельной ротации «Reflex Alert», на зарубежных базах, таких как специально построенная авиабаза Нуассёр во французском Марокко, размещая их в пределах беспосадочного перелёта до Москвы без дозаправки.
- 14 июня: В США заложен киль первой в мире атомной подводной лодки «Наутилус».
- 30 июня: План Маршалла заканчивается, и объём промышленного производства в Европе значительно превышает уровень 1948 года.
- 23 июля: Гамаль Абдель Насер возглавляет переворот «Свободных офицеров» против короля Египта Фарука.
- 2 октября: Великобритания успешно испытала свою первую атомную бомбу в ходе операции «Ураган». Испытание делает Великобританию третьей ядерной державой в мире.
- 1 ноября: Соединённые Штаты испытывают свою первую термоядерную бомбу «Айви Майк».
- 4 ноября: Генерал Дуайт Эйзенхауэр побеждает Адлая Стивенсона на президентских выборах в США.